# Свідвинський замок
Свідвинський замок (пол. Zamek w Świdwinie) — середньовічний лицарський замок, розташований на лівому березі річки Реги у місті Свідвин Західнопоморського воєводства у Польщі.   

## Історія
Перший замок у Свідвині був заснований бранденбурзькими маркграфами з династії Асканіїв наприкінці XIII століття. Оборонна споруда складалася з укріпленого муру у формі неправильної трапеції та довгого житлового будинку, що стояв біля північної куртини. Сучасний замок фактично почали будувати лише наступні власники міста — родина Веделів на початку XIV століття. У 1384 році вони продали замок Тевтонському ордену як садибу війтів. Тевтонські лицарі розбудували оригінальний замок. На межі XIV—XV століть вони розібрали старий житловий будинок, спорудили східне крило та великий цегляний будинок біля північної куртини. У той час також було споруджено нову браму та вежу. У 1445 році замок викупив бранденбурзький курфюрст Фрідріх II. На початку XVI століття було перебудовано браму та споруджено передбрам'я. 
З 1540 року замок використовували госпітальєри. У XVIII столітті вони перебудували замок у стилі бароко. Були споруджені два нові крила, які замкнули подвір'я замку. У 1808 році Свідвинська комтурія іоаннітів була ліквідована, а замок, перейшовши у власність прусської держави, став резиденцію урядників. 
Після 1945 року та переходу під владу Польщі замок залишався спустошеним та згодом згорів. У 1962—1968 роках його відбудували.  
В наш час замок використовується культурним центром. Щороку тут проводиться поетичний конкурс.

## Світлини

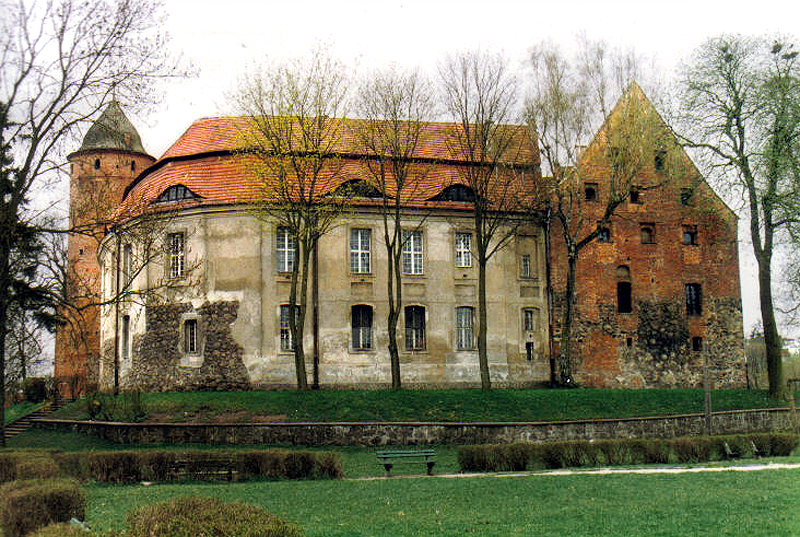
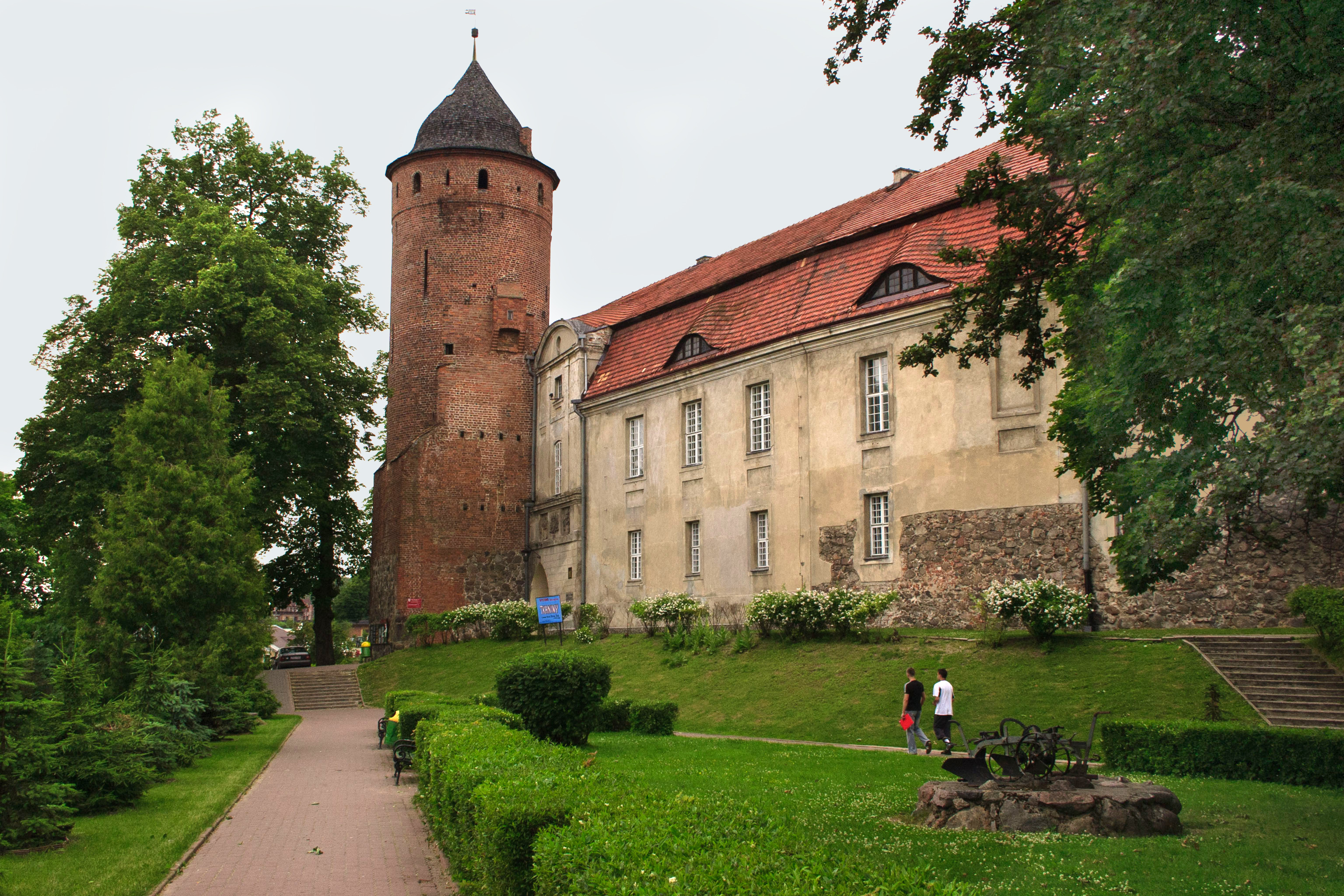
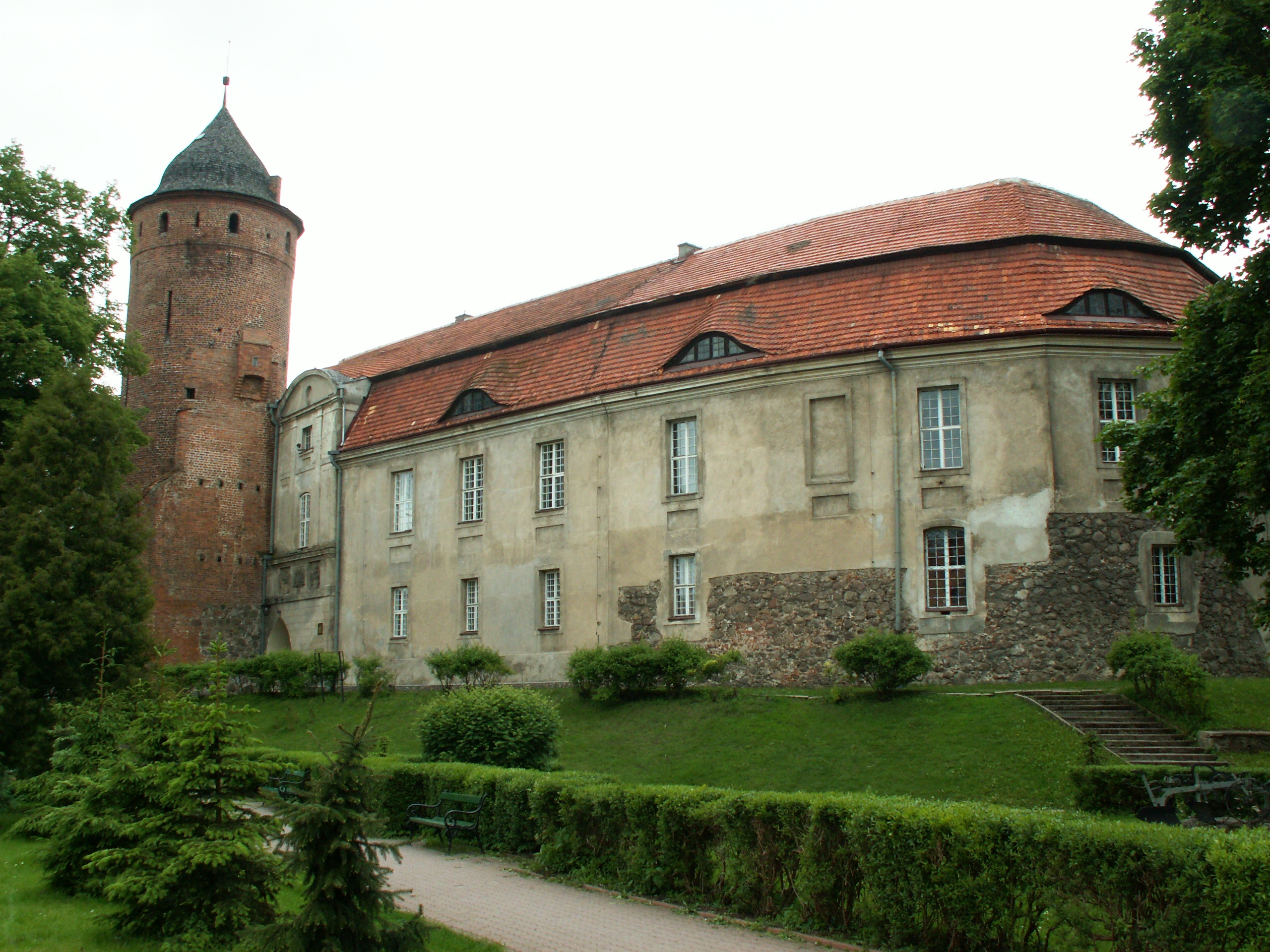
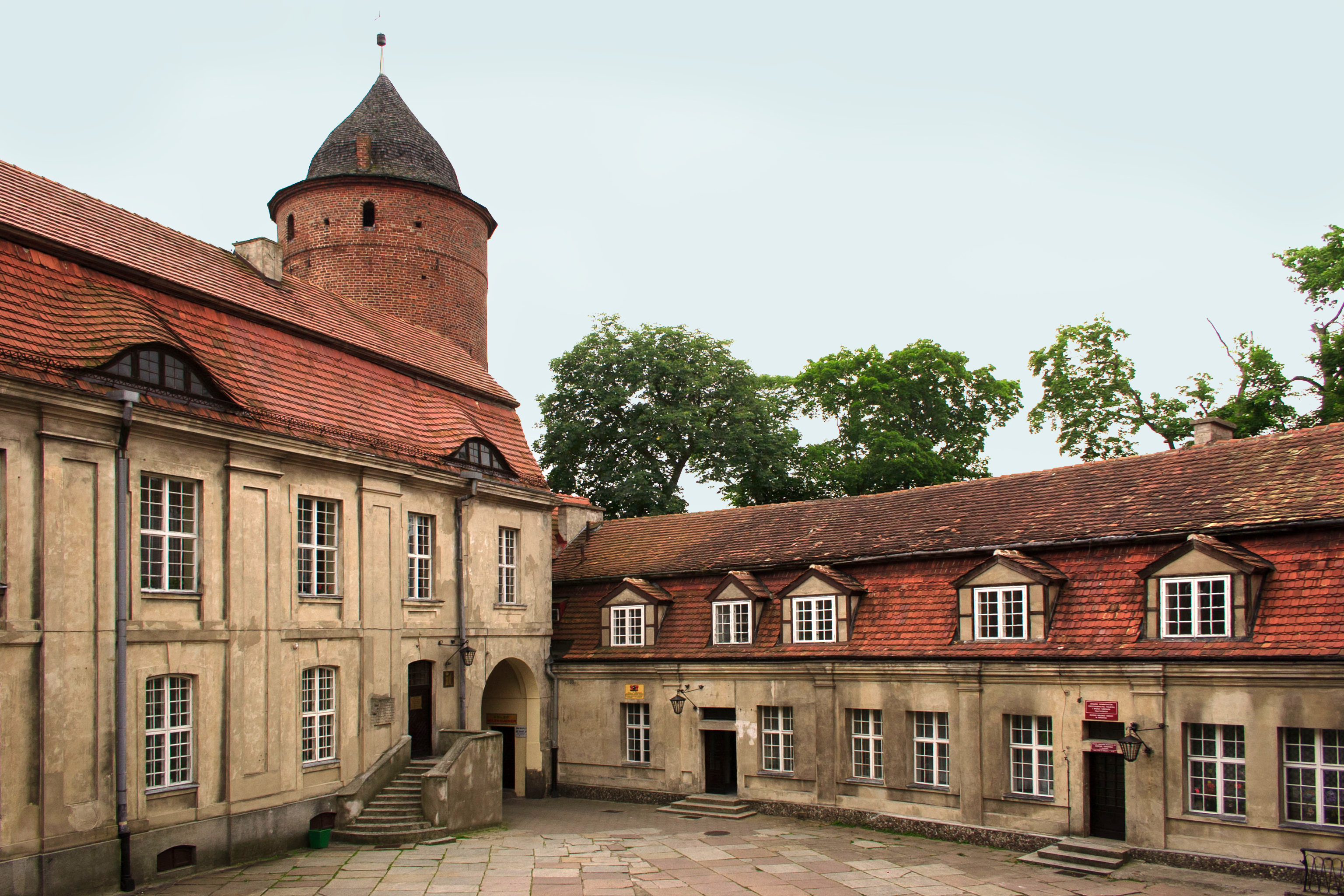
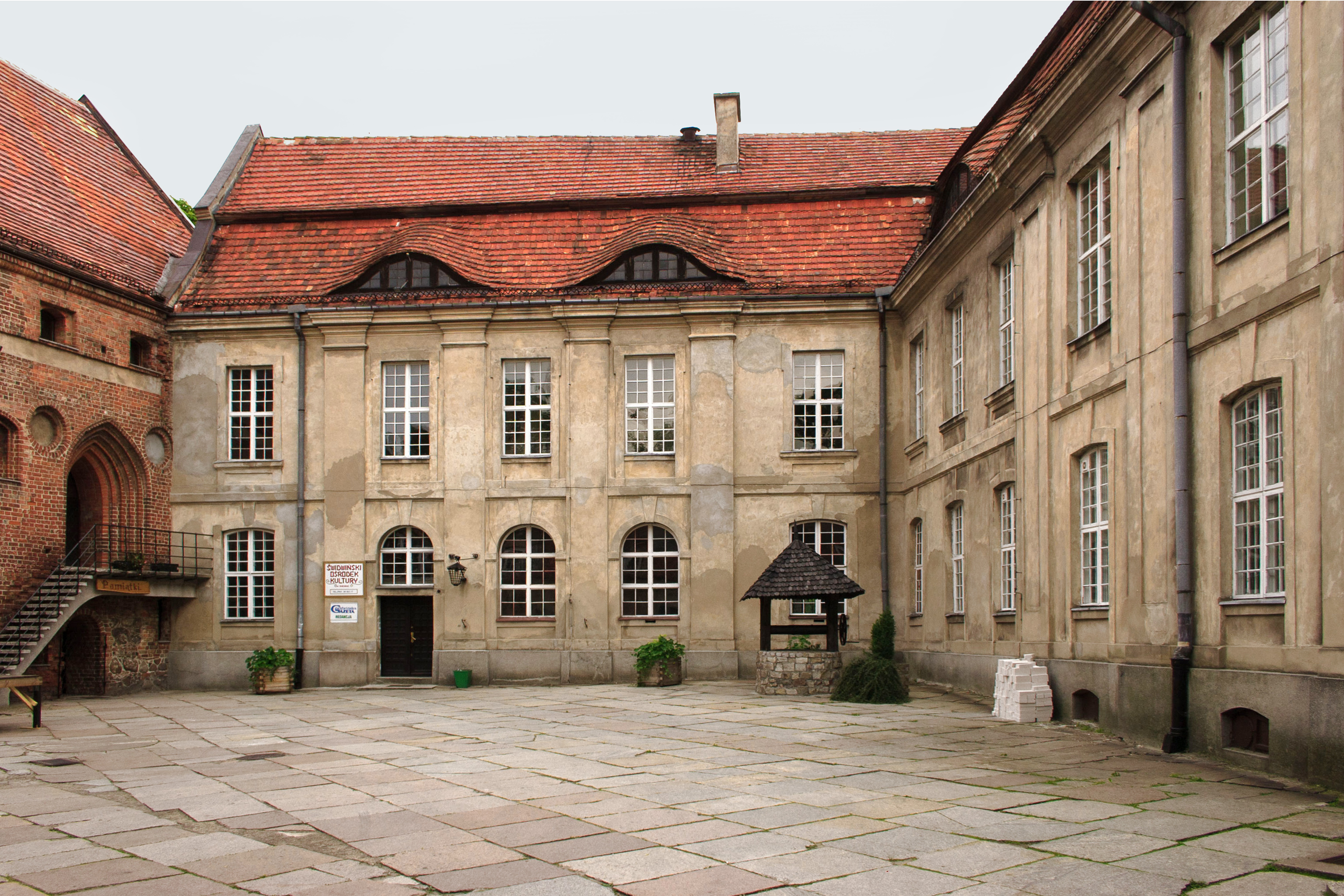